# Edo (miasto)
Edo (jap. 江戸 ; także „Yedo”) – dawna nazwa obecnej stolicy Japonii, Tokio; położonej w regionie Kantō na wyspie Honsiu. Ze względu na usytuowanie u ujścia rzeki Sumidy do zatoki zwanej obecnie Zatoką Tokijską, nazwa Edo jest tłumaczona jako „brama” (戸 to) na „zatokę” (江 e). 

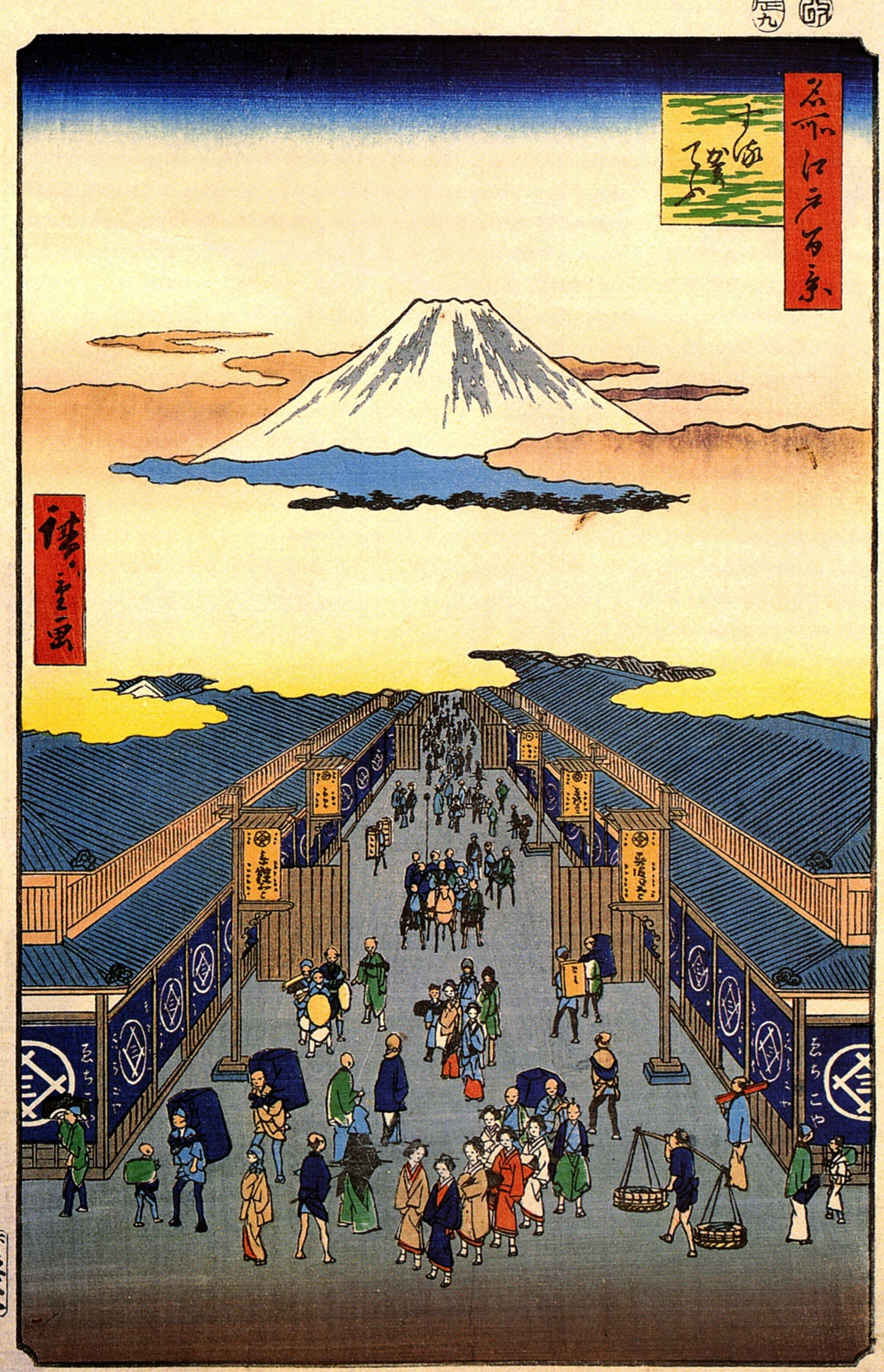
Hiroshihge Utagawa (1797–1858), Edo, widok ulicy Suruga, w głębi Fuji-san; po obu stronach ulicy widoczne sklepy Echigoya, od nazwy dawnej prowincji Echigo. Obecnie jest to firma handlowa (domy towarowe) Mitsukoshi

Edo było siedzibą siogunów Tokugawa i faktyczną stolicą kraju w latach 1603–1868 (okres Edo). W 1868, gdy siogunat zakończył swoje polityczne istnienie, cesarz Meiji, mający odtąd sprawować faktyczną władzę, przeniósł się z Kioto do Edo i nakazał zmianę nazwy miasta na Tokio (Tōkyō), czyli „Wschodnią Stolicę”.

## Historia miasta

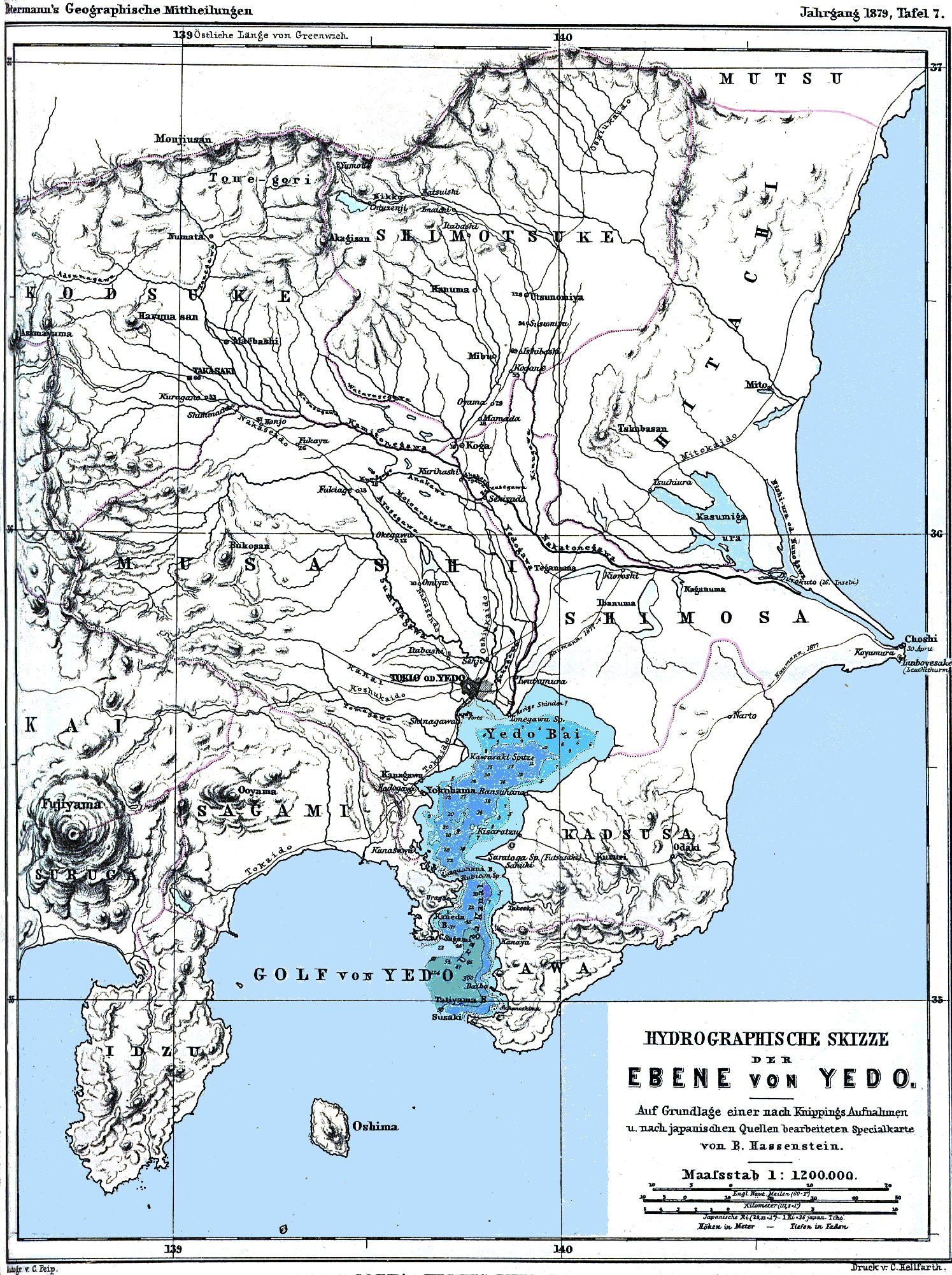
Równina Kantō na niemieckiej mapie hydrograficznej z 1879 r.

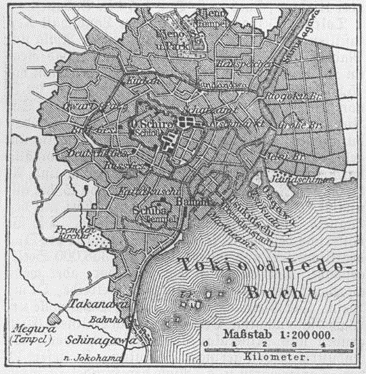
Plan Tokio z 1888 r.

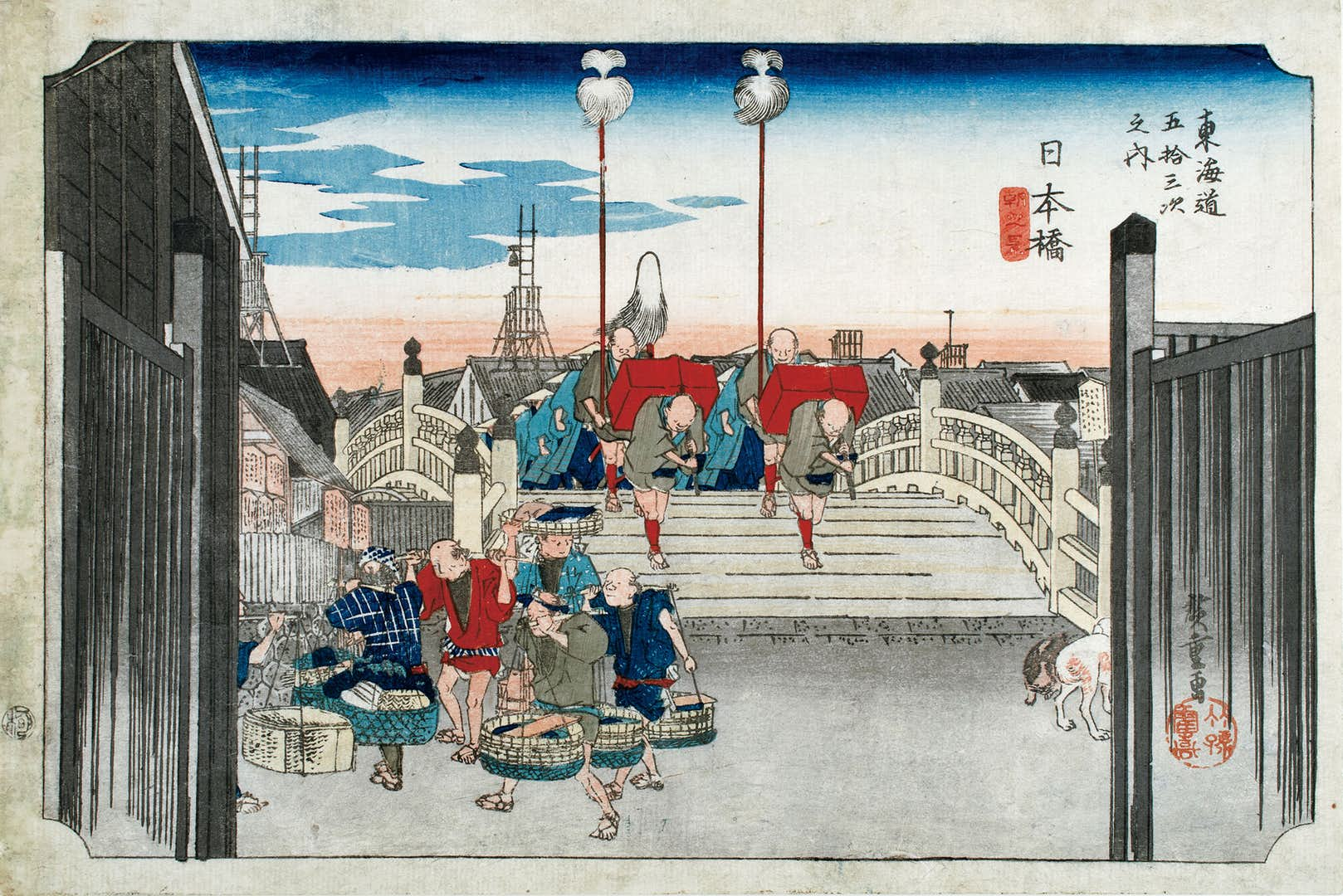
Hiroshige, Edo, Nihonbashi o świcie

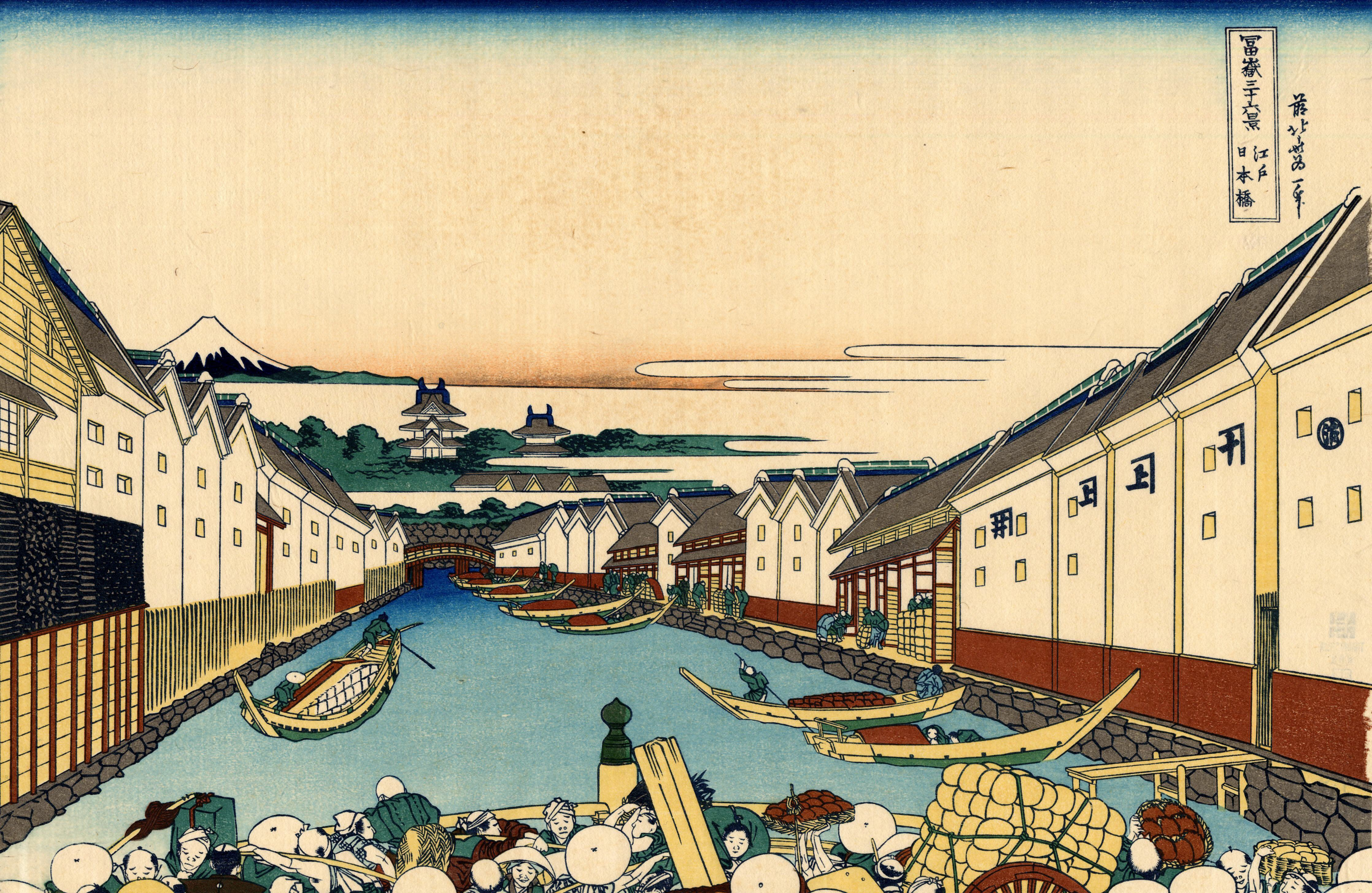
Hokusai Katsushika (1760–1849), rzeka Nihonbashi-gawa z nabrzeżami do rozładunku łodzi

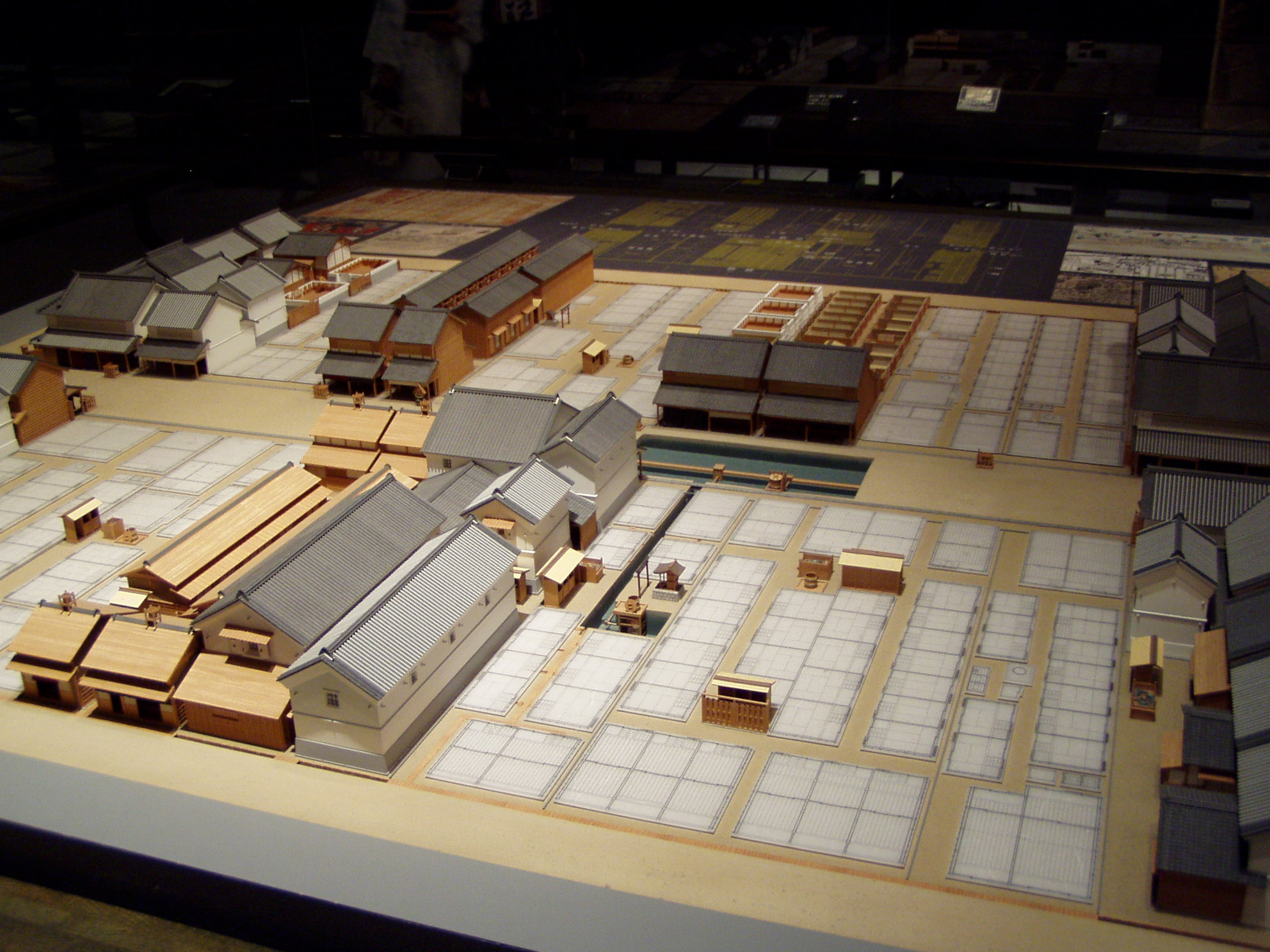
Typowe machi dwustronne, tzn. z ulicą pośrodku (model w Edo-Tōkyō Hakubutsukanuwaga1)

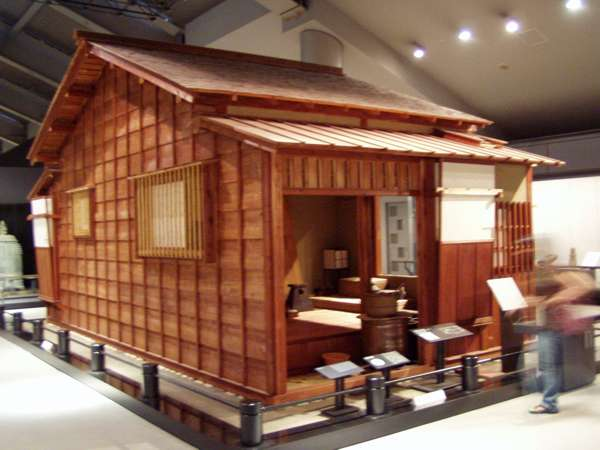
Typowa nagaya; jedna rodzina zajmowała tylko połowę takiego domu (model w Edo-Tōkyō Hakubutsukan)

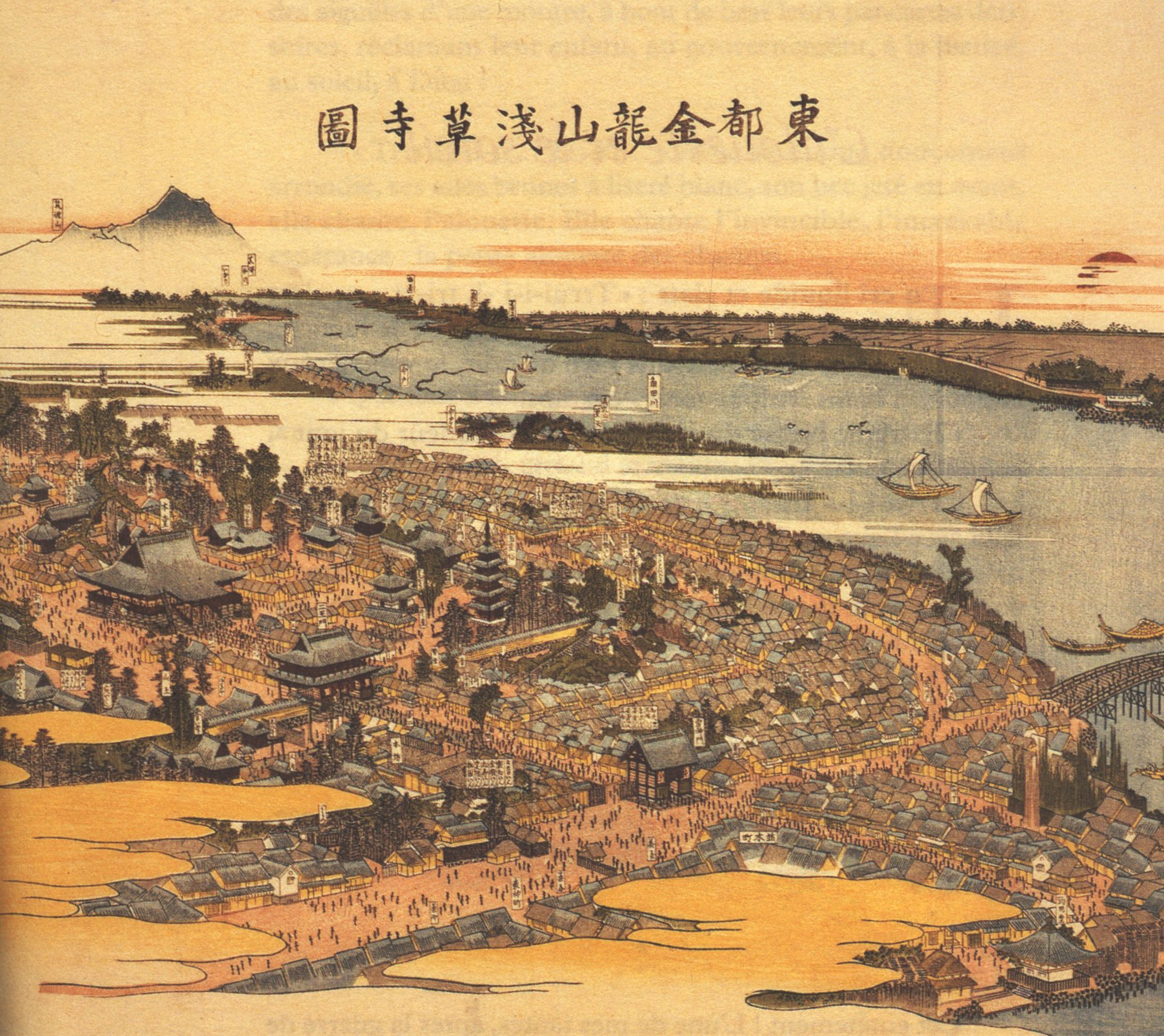
Hokkei Totoya (1780–1850), Świątynia Sensō-ji w Asakusa, 1820

Pierwszą znaną formą osadniczą była wieś rybacka Hirakawa, położona nad rzeką o tej samej nazwie (obecnie Kanda-gawa), nieopodal jej ujścia do Sumidy. W XII w. Shigenaga Edo, lokalny władca, który przyczynił się do powstania siogunatu Kamakura, wzniósł na skraju wzgórz fort wychodzący na zatokę. W 1457 Dōkan Ōta (1432–1486), jeden z wasali Sadamasy Uesugi (1443–1494), kontrolującego z ramienia sioguna Ashikagi prowincję Kantō, wzniósł na miejscu fortu pierwszy zamek Edo. W tym czasie Hirakawa stała się dużą osadą zamkową (jōka-machi). Po zabójstwie Dōkana Ōty w 1486, zamek popadł w ruinę. 

### Siedziba władz Japonii
Po zwycięskiej bitwie pod Odawarą (1590), drugi z trzech zjednoczycieli Japonii – Hideyoshi Toyotomi – oddał przyległe ziemie Kantō w lenno jednemu ze swoich sojuszników, Ieyasu Tokugawie. Mimo że w regionie istniały inne historycznie ukształtowane miasta (Odawara i Kamakura), Ieyasu doceniając walory położenia niepozornego Edo, uczynił z niego centrum swoich dóbr, a wkrótce – jako założyciel dynastii siogunów, panującej od 1603 r. – faktyczną stolicę kraju, do której przeniósł z Kioto urzędy siogunatu (bakufu). Wraz ze swym synem i następcą, Hidetadą Tokugawa (zm. 1632), patronował ukształtowaniu miasta. Kioto do XIX w. stanowiło tylko rezydencję cesarzy, pozbawionych jednak realnej władzy.
Drugi zamek Edo (Edo-jō), ukończony w 1637 r., zajmował rozległy obszar, otoczony licznymi fosami. Pierwotnie miał wielką wieżę (analogicznie do innych zamków budowanych w tym okresie, jak Himeji-jō), której jednak nie odbudowano po „pożarze Meireki”. Zniszczył on miasto w 1657 roku. 
Wokół zamku powstały dzielnice domów (samurajów), w tym panów feudalnych (daimyō), którzy byli zobowiązani rezydować naprzemiennie (w cyklu rocznym) w swoim lennie oraz w Edo, zaś w czasie nieobecności utrzymywać w stolicy członków swojej rodziny. Domy feudałów i samurajów tworzyły tzw. pierścień „Yamanote”. Pierścień ten był również, na większej części obwodu, okolony fosą i wyposażony w bramy.
Między zamkiem i kompleksem rezydencji samurajskich a rzeką Sumida rozciągał się stosunkowo wąski pas dzielnic ludności miejskiej chōnin – tzw. shita-machi („dolne miasto”), najpierw tylko na północnym wschodzie, później, w miarę osuszania terenu, wydłużany coraz bardziej na południe. Jego osią była dzisiejsza ulica Chūō-dōri. 
Przynajmniej od początku XVII w. w Edo prowadzono osuszanie terenu pod zabudowę. U progu ery Edo tereny dzisiejszej Ginzy stanowiły podmokłą wyspę-półwysep (Edomae-jima), flankowany przez odnogi Zatoki, sięgające zamku i późniejszego Nihonbashi. W wyniku osuszania jeszcze przed końcem stulecia odzyskano od rzeki znaczny, pocięty kanałami, obszar, który umożliwił rozwój kwartałów mieszczan na południe (dzielnice Kyōbashi i późniejsza Ginza). Kanały nadawały centrum Edo specyficzny charakter i, obudowane w wielu miejscach nabrzeżami, służyły także do transportu. Na wyspie, gdzie dzisiaj znajduje się rejon Hatchōbori, założono wielki buddyjski zespół świątynny, istniejący do „pożaru Meireki”, później także objęty zabudową samurajską. Z czasem samurajów zastąpili mieszczanie – proces ekspansji elementu mieszczańskiego kosztem wojskowych widoczny był także w innych fragmentach miasta (np. w Kandzie). Część osuszonego obszaru zaczęła nosić nazwę Tsukiji. Tam właśnie stanął nowy kompleks świątyni Hongan-ji oraz kolejne rezydencje daimyō i rodziny sioguna. W drugim rzędzie osuszano podmokłe tereny na wschód od Sumidy, na które rozprzestrzeniała się stopniowo zabudowa rozwijającego się przedmieścia na lewym brzegu rzeki.
Centrum „mieszczańskiego” Edo ukształtowało się wokół mostu Edobashi, zwanego później Nihonbashi, zbudowanego dla ulicy Chūō-dōri na przekroczeniu przekopanego ok. 1600 r. kanału Dōsanbori (obecnie Nihonbashi-gawa). Tutaj było skupisko handlu i rzemiosła. Prowadziły też działalność przedsiębiorstwa zajmujące się połowem i handlem rybnym (był tu główny targ rybny), spedytorzy – m.in. właściciele statków obsługujących trasy do licznych portów Japonii, przede wszystkim Osaki. Na nabrzeżu Sumidy, określanej pierwotnie jako „Wielka Rzeka”, znajdowały się składy ryżu należące do siogunatu, budowle rządowe i popularne restauracje. 
W 1659 r. na wysokości dzielnicy Kanda zbudowano pierwszy – drewniany – most na Sumidzie, którą wówczas przebiegała granica pomiędzy prowincjami Musashi (w której było położone Edo) oraz Shimōsa (Shimofusa). Z tego powodu nazwano go Ryōgoku-bashi (Most dwóch prowincji, Most dwóch krain). Od mostu wzięło następnie nazwę lewobrzeżne przedmieście Edo. Pod koniec okresu Edo istniały jeszcze cztery inne, drewniane mosty na tej rzece. 
Na północ od mostu Nihonbashi rozpościerały się dalsze dzielnice. Wspomniana Kanda (nieco na zachód) była ośrodkiem handlu owocami i warzywami. Położona dalej na północ Asakusa, rozwinęła się w XVIII i początkach XIX w. wokół wcześniejszego kompleksu świątyni Sensō-ji, o genezie sięgającej VII wieku. Także w tym rejonie ulokowała się pierwotnie świątynia Hongan-ji, którą długo po „pożarze Meireki” odtworzono w Tsukiji. Inny duży kompleks sakralny ukształtował się wokół Kan’ei-ji (1625). Obecnie sąsiaduje on z kompleksem parku Ueno). Deifikowanemu Ieyasu Tokugawie oddawano cześć (jako bóstwu Tōshō Dai-Gongen) w chramie Ueno Tōshō-gū z 1627 r. (znalazł się on później w parku Ueno i zachował do dzisiaj). 
Na północ od obu świątyń, na rubieżach miasta, zamieszkiwali burakumin, ludzie, których zajęcia kojarzono ze śmiercią (garbarze, kaci, grabarze). 
W 1617 r. siogun Hidetada Tokugawa, próbując walczyć z prostytucją, ograniczył ją do dzielnicy Yoshiwara (okolice mostu Ryōgoku). Po wielkim „pożarze Meireki” rewir rozpusty przeniesiono na północ od dzielnic burakumin, na obszar dzisiejszego rejonu Senzoku – pierwotnie był on osobną enklawą na otwartym terenie. Nowa Yoshiwara dotrwała tam do lat międzywojennych. Odegrała ona znaczącą rolę w rozwoju kultury Edo: teatru, literatury i plastyki. 
W południowych dzielnicach miasta wielkością obszaru wyróżniała się posiadłość siogunów Tokugawa – Hama-rikyū, położona na osuszonym fragmencie nabrzeża Zatoki na wschód od Shinbashi (wym. Shimbashi) (obecnie park publiczny, otwarty w 1946). Południowym odpowiednikiem Sensō-ji był kompleks świątynny Zōjō-ji rodu Tokugawa w dzielnicy Shiba, na południe od wzgórza Atago-yama. Jeszcze bardziej na południe, początkowo poza zabudową miasta, ulokowała się w I poł. XVII w. świątynia Sengaku-ji, wokół której powstało osobne osiedle.
Zabudowa Edo była drewniana. Miasto zamieszkane przez chōnin podzielone było na małe sąsiedztwa (machi). Machi były odgrodzone strzeżonymi bramami, miały też własną strażnicę pożarną i własny system kanalizacji. Ulice obudowane były domami (tzw. machiya) mieszczącymi sklepy i mieszkania. Były one podzielone zaułkami na mniejsze kwartały, wypełnione małymi domami szeregowymi (tzw. nagaya) zbudowanymi na działkach ok. 3 m x 4 m; studnie i ubikacje były wspólne. Na tyłach ulic mieściły się też składy kupców. Sąsiedztwami zarządzali właściciele domów (yanushi), reprezentowani we władzach miasta oraz w urzędzie sioguna (bakufu). Mimo że układ miasta w zasadzie opierał się na prostokątnej siatce ulic, i że zasady planowania miast chińsko-japońskich przyświecały Ieyasu przy planowaniu układu Edo, nigdy nie odznaczał się regularnością znaną z Nary lub Kioto.
Nie wszystkie obszary Edo były gęsto zabudowane. Szczególnie tereny zajęte przez domy daimyō obfitowały w ogrody: Ōtemachi, Marunouchi, Kasumigaseki – wszystkie w obrębie wewnętrznego pierścienia oraz Shinbashi, Shiba, Aoyama, Akasaka – na południe i południowy zachód od Zamku.
Szacuje się, że jeszcze przed 1721 r. Edo osiągnęło milion mieszkańców. Japońska stolica należała odtąd nieprzerwanie do największych miast świata, choć szacunki wielkości jej populacji są dość rozbieżne. 
W 1853 r. rozpoczęto budowę linii fortyfikacji (daiba) w postaci łańcucha wysp usypanych w Zatoce Tokijskiej, wyposażonych w forty artyleryjskie. Było to odpowiedzią siogunatu na wizytę komandora Perry'ego, mającą zmusić Japonię do otwarcia się na zagranicę.
Restauracja Meiji i przeniesienie siedziby cesarskiej do Edo w 1868 roku rozpoczęły nowoczesne dzieje miasta.

## Kultura
Rosnąca rola elementu mieszczańskiego w Edo, oprócz wspomnianej ekspansji ich dzielnic na nowe tereny, wyraziła się również ukształtowaniem specyficznej kultury mieszczańskiej – pierwszej tej skali w Japonii. Wzbogaceni mieszczanie, z jednej strony skrępowani byli systemem nakazów społecznych, stworzonym przez Tokugawów, ale z drugiej coraz bardziej oddawali się przyjemnościom komfortowego życia. Miasto, pełne kontrastów, obfitowało więc w warsztaty wyrafinowanej twórczości artystycznej, teatry wystawiające lekkie w odbiorze sztuki (kabuki, bunraku; popularni dramaturdzy tego okresu to m.in.: Monzaemon Chikamatsu (1653–1725), Ikku Jippensha (1765–1831)), herbaciarnie, księgarnie. Malarze, tacy jak Kōrin Ogata (1658–1716), czy Hōitsu Sakai (1761–1828) w swych wybitnych kompozycjach umieszczanych na dekoracyjnych parawanach lub na eleganckich kimonach rozwijali dorobek XVI-wiecznych artystów Kioto, osiągając czasem próg abstrakcji. Wyrazem nowej, mieszczańskiej kultury w plastyce były natomiast drzeworyty ukiyo-e, które stały się niejako symbolem Edo. Dzięki licznym grafikom w tej technice, powstającym zwłaszcza od połowy XVIII w., można dzisiaj wyobrazić sobie, jak wyglądała zabudowa i życie w mieście. Ważniejsi artyści tego okresu, to: Hiroshige Andō (1797–1858), Hokusai Katsushika (1760–1849), Kuniyoshi Utagawa (1798–1861). 

## Klęski żywiołowe

### Pożary
W historii miasta wydarzyło się kilkadziesiąt wielkich pożarów (taika). Ich nazwy pochodzą od japońskich er, jak np. wspomniany powyżej pożar Meireki.

### Trzęsienia ziemi
Do największych zalicza się trzęsienia ziemi, które wydarzyły się: w 1703 r. (era Genroku) z epicentrum w pobliżu Edo i w 1855 r. (era Ansei). 